# مازن دخان
مازن دخان (مواليد 1969 في إدلب) طبيب وسياسي سوري شغل منصب وزير الصحة في الحكومة الانتقالية السورية برئاسة محمد البشير من 10 كانون الأول 2024 بعد يومين من سقوط نظام الأسد. إلى 16 كانون الأول 2024.
قبل ذلك شغل نفس المنصب في حكومة الإنقاذ السورية منذ 28 شباط 2024 إلى 10 كانون الأول 2024.